# Hydroptila cognata
Hydroptila cognata är en nattsländeart som beskrevs av Martin E. Mosely 1930. Hydroptila cognata ingår i släktet Hydroptila och familjen smånattsländor. Inga underarter finns listade i Catalogue of Life.